# حصار يايسي (1463)
حصار يايسي كان حصارا في عام 1463 وكان جزءا من الحروب العثمانية المجرية. وكان الانتصار المجري وصد القوات العثمانية يعني الحفاظ على المسيحيين في البوسنة وحماية الأراضي المجرية للقرن الخامس عشر.